# Grace Bochenek
Grace Bochenek (15 de junio de 1961) es una ingeniera industrial estadounidense, actual Directora del Laboratorio Nacional de Tecnología Energética dentro de la Oficina de Energía Fósil del Departamento de Energía de los Estados Unidos. También fue Secretaria de Energía interina de los Estados Unidos. Anteriormente había pasado gran parte de su carrera en el Centro de Investigación, Desarrollo e Ingeniería Automotriz de Tanques del Ejército de los Estados Unidos.

## Biografía

### Educación
Obtuvo una licenciatura en ingeniería eléctrica en la Universidad Estatal Wayne en 1986 y una Maestría en Ingeniería Industrial y de Sistemas de la Universidad de Míchigan-Dearborn en 1992. Realizó su doctorado en la Universidad de Florida Central en ingeniería industrial y de sistemas en 1998. Su tesis sobre la tecnología 3D.

### Carrera
Después de graduarse, trabajó en el Departamento de Defensa durante 25 años. En 2006, se convirtió en Directora del Centro de Investigación, Desarrollo e Ingeniería Automotriz del Servicio de Investigación, Desarrollo e Ingeniería del Ejército de los Estados Unidos luego de haber realizado la mayor parte de su carrera allí. Posteriormente, fue nombrada como la primera Directora de Tecnología del Comando de Material del Ejército estadounidense.
En 2014 se convirtió en Directora del Laboratorio Nacional de Tecnología Energética, el brazo de investigación y desarrollo de la Oficina de Energía Fósil del Departamento de Energía. Fue nombrada Secretaria de Energía de Estados Unidos, de forma interina, el 20 de enero de 2017, tras la renuncia de Ernest Moniz al finalizar la Administración Obama. Estará en el cargo hasta la confirmación del exgobernador de Texas Rick Perry por el Senado.